# Helmut Behrendt (General)
Helmut Behrendt (* 11. August 1924 in Bergerode/Ostpreußen; † 2. Februar 2013 in Erftstadt) war ein deutscher Offizier des Heeres, zuletzt Brigadegeneral der Bundeswehr. Von 1983 bis 1984 war er der neunte Leiter des Militärischen Abschirmdienstes (MAD).

## Leben
Behrendt wurde 1924 in Ostpreußen als Sohn eines Polizeibeamten geboren. Am 1. Februar 1943 trat er in die Wehrmacht ein, wo er die Rekrutenausbildung im Panzergrenadierersatzbataillon 66 in Burg absolvierte. Ab April 1944 absolvierte er die Gruppenführerausbildung im Panzergrenadierregiment 33 und hatte mit diesem Verband einen Fronteinsatz in Russland, wo er verwundet wurde und von Juni bis Oktober 1944 im Lazarett war. Währenddessen legte er eine Vorsemesterprüfung an der Universität Berlin ab. Von Oktober oder November 1944 bis Mai 1945 war er an der Oberfähnrichschule 2 der Panzertruppen in Wischau in Mähren. Am 1. März 1945 wurde er zum Leutnant befördert und ab April 1945 als Angehöriger der Führerreserve des Oberkommandos des Heeres Süd als Kompanieführer eingesetzt. Am 9. Mai 1945 geriet er in US-amerikanische Kriegsgefangenschaft, aus der er im Juli 1945 entlassen wurde.
Von 1946 bis August 1949 studierte Behrendt Rechtswissenschaft an der Universität Erlangen ohne Abschluss. Von September 1949 bis Mai 1951 war er im Pressewesen tätig.
Am 1. Juni 1951 trat Behrendt in den Bundesgrenzschutz ein und wurde Zugführer in der Grenzschutzabteilung III. Ab Februar 1954 war er Abteilungsadjutant in der Grenzschutzabteilung III, wurde am 1. April 1954 zum Oberleutnant im Bundesgrenzschutz ernannt und am 1. April 1955 Gruppenadjutant der Grenzschutzabteilung 2.
Am 1. Juli 1956 wurde Behrendt als Hauptmann in die Bundeswehr übernommen und diente zunächst al S3-Offizier des Panzerbataillons 4 in Amberg, wechselte dann als Beobachtungsoffizier Anfang Oktober 1957 zu einem Vermessungstrupp nach Hannover. 
Am 1. September 1959 wechselte Behrendt zum Militärischen Abschirmdienst und wurde Dezernatsleiter in der MAD-Gruppe II in Hannover. Ab Februar 1962 war er Sachbearbeiter, Dezernent und Gruppenleiter im Amt für Sicherheit der Bundeswehr (ASBw), der Zentrale des MAD, in Bonn und nach Umzug des ASBw in Köln. Von Oktober 1972 bis Januar 1975 war er als Referent im Führungsstab der Streitkräfte (Fü S), Stabsabteilung II (Militärisches Nachrichtenwesen), Referat 6 (Militärische Sicherheit), im Bundesministerium der Verteidigung auf der Hardthöhe in Bonn. Anschließend kehrte er als Abteilungsleiter in das ASBw zurück. Anfang Oktober 1977 wurde er Kommandeur der MAD-Gruppe S und wurde im Oktober 1978 Referatsleiter Fü S II 6. Im Oktober 1982 übernahm er die Führung der Schule für Nachrichtenwesen der Bundeswehr in Bad Ems, die auch das Personal des MAD ausbildete.
Zum 2. September 1983 wurde er Amtschef des Amtes für Sicherheit der Bundeswehr. Er trat die Nachfolge von Flottillenadmiral Elmar Schmähling an, dem ersten Marineoffizier an der MAD-Spitze, der wegen einer Affäre zu einer Sekretärin der Schule für Nachrichtenwesen der Bundeswehrbereits nach 19 Monaten im Amt gehen musste. Behrendt wollte durch Interviews den MAD transparenter machen. In Behrendts Amtszeit wurde das ASBw in Amt für den Militärischen Abschirmdienst (MAD-Amt) umbenannt. In seine Dienstzeit fiel auch die Kießling-Affäre, in deren Zusammenhang Kießling in den einstweiligen Ruhestand versetzt wurde. Sein Stellvertreter, Oberst Joachim Krase, wurde in eine andere Dienststelle versetzt. Krases Spionage für die Deutsche Demokratische Republik wurde erst nach dessen Tod 1988 Anfang der 1990er Jahre öffentlich bekannt. Am 28. September 1984 übergab Behrendt im Rahmen eines Appells den MAD an seinen Nachfolger, Hubertus Senff, und wurde wegen Erreichens der besonderen Altersgrenze in den regulären Ruhestand versetzt.
Behrendt ist im RuheForst Hümmel beigesetzt.

## Auszeichnungen
- Eisernes Kreuz I. Klasse (April 1945)
- Verwundetenabzeichen in Schwarz (April 1944)
- Verdienstkreuz am Bande des Verdienstordens der Bundesrepublik Deutschland (23. September 1980)